# Oiejdea, Alba
Oiejdea (în maghiară Vajasd, în germană Butterdorf, Wajascht, Weiascht) este un sat în comuna Galda de Jos din județul Alba, Transilvania, România.

## Istorie
- Satul Oiejdea a fost amintit prima dată în anul 1238, sub numele Wojasd.[1]
- Satul a fost distrus complet în timpul invaziei mongole.
- În secolul al IX-lea este repopulat cu coloniști maghiari și români.
- În timpul reformei protestante populația maghiară a trecut la Calvinism .

## Demografie
Componența etnică a satului Oiejdea
     Maghiari (54,8%)
     Români (44,4%)
     Romi (0,8%)
La recensământul din 2002 populația satului era de 905 de locuitori. Majoritatea locuitorilor au limba maternă adică 493 maghiară, dar mai este și o minoritate de 402 de români și 7 romi.

## Economie
În anul 2011, în localitate existau trei fabrici, cu un total de 400 de angajați, aproape jumătate din populația localității.
Fabricile celor de la Transavia Grup, Prefera Foods și Albalact aduc circa 50% la bugetul local.